# Run to You (canción de Bryan Adams)
«Run to You» es una canción de rock compuesta por Bryan Adams y Jim Vallance incluida en el cuarto álbum de estudio (Reckless) de Adams. La canción fue lanzada como primer sencillo del álbum.
El sencillo alcanzó el número 1 en el Mainstream Rock Tracks, el número 6 del Billboard Hot 100 y el número 11 del UK Singles Chart. Desde el momento de su lanzamiento la canción ha sido incluida en todos los álbumes recopilatorios del artista. El sencillo obtuvo el disco de oro en Canadá en 1985.

## Composición y grabación
Tras una gira por Asia, Adams comenzó la grabación del álbum Reckless. Bryan compuso la canción el 10 de enero de 1983, siendo la última canción compuesta para el álbum. La grabación de "Run to You" se inició el 27 de marzo de 1984 en el estudio Little Mountain Sound en Vancouver, Canadá y se prolongó durante el verano. La canción fue mezclada el 21 de septiembre en Nueva York por Jim Vallance.

## Lanzamiento y recepción
«Run to You» fue puesta a la venta en todo el mundo el 18 de octubre de 1984 y se convirtió en una de las canciones más populares en las listas de éxitos de rock americanas, así como en una de las canciones más populares de la carrera de Bryan Adams. La canción alcanzó el número 1 (el primero para Adams) en el Mainstream Rock Tracks y el número 6 en el Billboard Hot 100.

## Vídeo musical
El vídeo musical de la canción se grabó en Londres y en Los Ángeles. Fue dirigido por Steve Barron, y logró cinco nominaciones en los MTV Video Music Awards de 1985: Mejor Dirección, Mejores Efectos Especiales, Mejor Dirección Artística, Mejor Montaje y Mejor Fotografía. Aunque finalmente no logró ninguno de los premios, se convirtió en el vídeo de Bryan Adams con más nominaciones de toda su carrera.

## Versiones
"Run to You" ha recibido versiones de numerosos artistas. La primera versión fue lanzada como sencillo por Rage! en 1992 alcanzando el número 3 en las listas inglesas. La segunda versión fue la de Lou Barlow en su álbum de 1993:Lou Barlow and Friends: Another Collection of Home Recordings. Una banda alemana llamada Novaspace realizó una versión en 2003. El cantante y compositor noruego de hard rock Jørn Lande, incluyó una versión en la edición japonesa de su disco "Unlocking the Past". La banda Británica de synthpop, Schmoof también realizó una versión de la canción y la incluyó en extended play Warm Electro for Cold Ears. La banda finlandesa de power metal Sonata Arctica realizó una versión en su disco The Ninth Hour del 2016.

## Créditos
- Bryan Adams - Guitarra rítmica y voz
- Keith Scott - Guitarra solista y guitarra rítmica.
- Jim Vallance - Percusión
- Tommy Mandel - Teclados
- Dave Taylor - Bajo
- Mickey Curry - Batería

## Posicionamiento
| Listas (1984)                           | Posición |
| --------------------------------------- | -------- |
| US Billboard Hot 100                    | 6        |
| US Billboard Hot Mainstream Rock Tracks | 1        |
| Canadian Singles Chart                  | 12       |
| UK Singles Chart                        | 11       |
| Irish Singles Chart                     | 8        |